# Planeta Rínxols d'Or

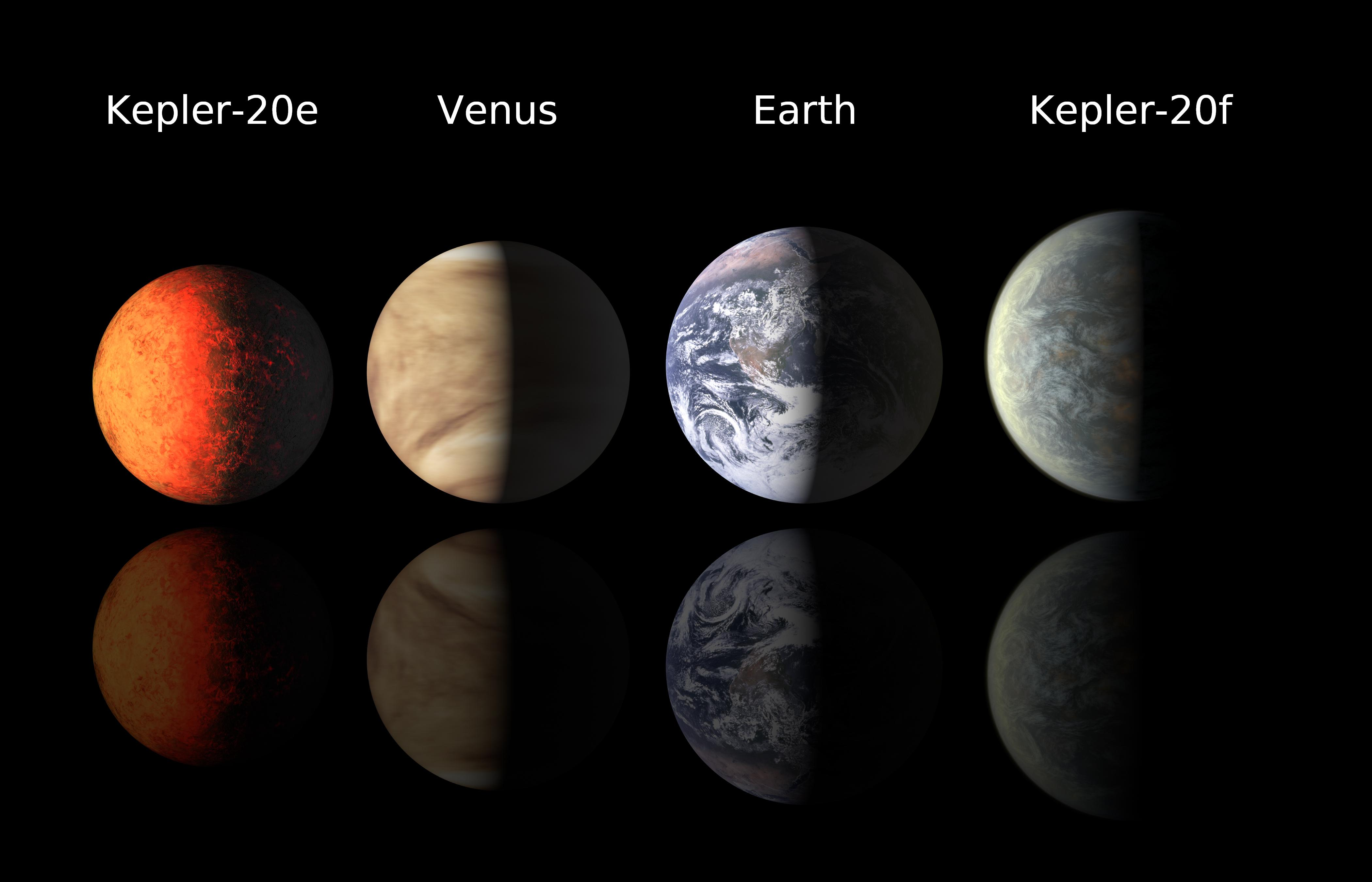
Comparativa de grandària dels exoplanetes Kepler-20e i Kepler-20f amb la Terra i Venus.

Planeta «Rínxols d'Or» (de l'anglès Goldilocks planet) és un terme col·loquial per designar un hipotètic exoplaneta situat en la zona habitable d'un estel. Sovint el terme s'usa específicament per als planetes amb una grandària similar a la de la Terra (és a dir, anàlegs a la Terra).
A astronomia i astrobiologia, la zona habitable circumstel·lar (CHZ), o simplement la 'zona habitable  o Goldilocks planet és l'abast d'una òrbita al voltant d'una estrella dins de la qual una superfície planetària pot suportar aigua líquida donada una pressió atmosfèrica suficient. Els límits de la CHZ es basen en la posició de la Terra en el Sistema Solar i en la quantitat d'energia radiant que rep del Sol. A causa de la importància de l'aigua líquida per a la biosfera de la Terra, l'habitabilitat planetària i els objectes que hi ha dins poden ser determinants per determinar l'abast i la distribució de planetes capaços de suportar la vida extraterrestre i intel·ligència.
El nom ve de la història de Rínxols d'Or i els tres ossos, en el qual una nena tria d'un conjunt de tres articles, fent cas omís dels quals són massa extrems (gran o petit, calent o fred, entre altres), i triant el del mitjà, que resulta ser el més convenient per a ella. De la mateixa manera, i seguint aquest principi, un planeta Rinxols d'Or seria un que no es trobés ni massa a prop ni massa lluny del seu estel per excloure a la vida tal com la coneixem.
Els planetes Rínxols d'Or són d'interès fonamental per als investigadors, ja sigui en la cerca de vida (intel·ligent o no) o com a hipotètics futures llars de la raça humana. L'equació de Drake, que intenta estimar la probabilitat de vida intel·ligent no terrestre, incorpora un factor (ne) que representa la mitjana de planetes capaços de suportar vida en un sistema solar planetari. El descobriment de planetes extrasolars Rinxols d'Or ajudaria a perfeccionar les estimacions d'aquesta xifra. Estimacions molt baixes contribuirien a la hipòtesi de la Terra especial, que planteja que una sèrie de condicions i esdeveniments molt poc probables van conduir a l'aparició de la vida a la Terra. Les altes estimacions reforçarien el principi de mediocritat copernicà, que un gran nombre de planetes Rínxols d'Or implicaria que la Terra no és especialment excepcional.
Trobar planetes Rínxols d'Or de la grandària de la Terra és una part clau de la Missió Kepler, que utilitza un telescopi espacial, llançat el 7 de març de 2009 UTC, per estudiar i compilar les característiques dels planetes que es trobin a la zona habitable. Les últimes estimacions dels astrònoms realitzades amb les dades extretes de les observacions del telescopi Kepler, prediuen l'existència de més de 40 000 milions de planetes rinxols d'or tan sols en la Via Làctia (d'ells, 11 000 milions orbitant a un estel similar al Sol). Aquestes xifres suposaria que l'anàleg a la Terra més proper podria estar a uns 12 anys llum del sistema solar.
Encara que el planeta extrasolar 70 Virginis b va ser sobrenomenat inicialment «Rínxols d'Or», perquè es pensava que es trobava a la zona habitable de l'estel, ara es creu que és massa calent per tenir possibilitats d'albergar vida i no és, per punt, un planeta Rínxols d'Or.
Gliese 581 g ha estat durant anys un dels candidats més ferms a planeta Rínxols d'Or. No obstant això, la seva existència ha estat qüestionada.
Actualment, l'exoplaneta confirmat amb major similitud a la Terra és Kepler-438b, que orbita a una nana taronja i que compta amb un índex de parentiu (IST) de 0,88 (enfront dels 0,78 de Venus). Existeixen diversos candidats a planeta amb major puntuació, destacant KOI-4878.01, amb una similitud del 98 % i encara pendent de confirmació. El gener de 2015, hi havia tres exoplanetes detectats amb un IST superior al 90 % (cap d'ells confirmat) i 8 amb IST >85 % (només confirmats Kepler-438b i Kepler-296i).